# Leopold Vogl (Politiker)
Leopold Vogl (* 29. April 1868 in St. Georgen am Ybbsfelde, Niederösterreich; † 1. August 1940 in Wels, Oberösterreich) war ein österreichischer Politiker der Sozialdemokratischen Arbeiterpartei (SdP).

## Ausbildung und Beruf
Nach dem Besuch der Volksschule wurde er Oberschaffner.

## Politische Funktionen
- 1918–1919: Abgeordneter zum Oberösterreichischen Landtag (Provisorische Landesversammlung)
- Mitglied der Preisprüfungsstelle Wels
- Mitglied des Bezirkswirtschaftsrates Wels
- Bezirksvertrauensmann der SdP Wels
- Bürgermeisterstellvertreter von Wels

## Politische Mandate
4. März 1919 bis 9. November 1920: Mitglied der Konstituierenden Nationalversammlung, SdP